# Carlo Oppizzoni

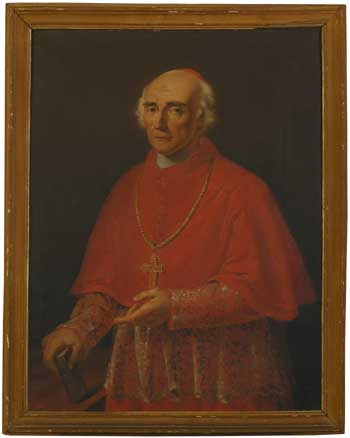
Carlo Kardinal Oppizioni

Carlo Oppizzoni (* 15. April 1769 in Mailand; † 13. April 1855 in Bologna) war ein italienischer Kardinal und Erzbischof von Bologna. Seine Amtszeit von 52 Jahren und 7 Monaten ist die längste in der Geschichte des Erzbistums Bologna.

## Leben

### Priester
Oppizzoni wurde als Sohn des Grafen Francesco Oppizzoni und seiner Frau Paola Oppizzoni (geb. Trivulzio) in Mailand geboren. Als junger Mann studierte er in Pavia Theologie und Kirchenrecht. Am 25. Mai 1793 folgte die Priesterweihe. Sechs Jahre später wurde Carlo Oppizzoni Erzpriester des Domkapitels von Mailand.

### Erzbischof und Kardinal
Am 20. September 1802 wurde der 33-jährige Oppizzoni zum Erzbischof von Bologna ernannt. Die Bischofsweihe spendete ihm am nächsten Tag Kardinal Giovanni Filippo Gallarati Scotti in Rom. Papst Pius VII. erhob ihn im Konsistorium vom 26. März 1804 zum Kardinalpriester von San Bernardo alle Terme. Für seine Weigerung, die Hochzeit des französischen Kaisers Napoleon Bonaparte und der Erzherzogin Marie-Louise von Österreich am 2. April 1810 zu besuchen, wurde ihm und zwölf anderen Kardinälen vom Kaiser der Franzosen Eigentum und Kardinalswürde entzogen. Die zwölf Kardinäle, unter ihnen Cesare Brancadoro, Alessandro Mattei und Pietro Francesco Galleffi, mussten schwarze Kleidung tragen, weswegen sie schwarze Kardinäle genannt wurden. Erst im Juli 1815 konnte der Erzbischof von Bologna in seine Bischofsstadt zurückkehren.
Oppizzoni nahm am Konklave des Jahres 1823, aus dem Leo XII. als Papst hervorging, teil und wurde im folgenden Jahr Erzkanzler der Päpstlichen Universität Bologna. Er nahm auch an den Konklaven von 1829 und 1830 bis 1831 teil. Im Jahr 1839 erhielt er die Titelkirche San Lorenzo in Lucina und wurde als dienstältester Kardinalpriester Kardinalprotopriester, was er bis zu seinem Tod blieb. Als solcher nahm er auch am Konklave 1846 teil, das Pius IX. wählte. Während der Revolutionen, die im Pontifikat Gregors XVI. (1831–1846) ausbrachen, und während der Aufstände von 1848 unterstützte der Kardinal die Bevölkerung von Bologna. Er intervenierte, um irreparablen Konsequenzen vorzubeugen.

### Tod
Carlo Oppizzoni starb 1855, zwei Tage vor seinem 86. Geburtstag. Als er starb, war er 51 Jahre Kardinal, 52 Jahre Bischof und fast 62 Jahre lang Priester gewesen. Er gehört zu den bedeutendsten Persönlichkeiten des neuzeitlichen Erzbistums Bologna.

## Sonstiges
Carlo Oppizzoni weihte 1845 Francesco Battaglini, später ebenfalls Erzbischof von Bologna und Kardinal, zum Priester.